# Richard Khaitzine
Richard Khaitzine (20 septembre 1947 – 9 décembre 2013 à Paris) est un écrivain français.

## Biographie
Son grand-père paternel, Salomon, un artisan ébéniste, quitte la Russie en 1914. Veuf, il épouse en secondes noces une alsacienne, Reine Rouff. Charles, le père de Richard Khaitzine, qui exerçait le métier de cycliste de presse, exerça une forte influence sur sa future carrière d'écrivain en le guidant dans le choix de ses lectures. Durant la Seconde Guerre mondiale, cet ouvrier autodidacte, prisonnier au stalag 17, écrivit à son ami le journaliste Hervé Mille afin d'obtenir des produits de première nécessité et des livres. Ce courrier parvint à un homonyme, l'écrivain Pierre Mille, un ami de Pierre Benoit et de Pierre Mac Orlan, qui appartenaient tous trois à l'association des Veilleurs. Pierre Mille proposa à son correspondant inconnu de le parrainer durant toute la durée de sa captivité et lui fit parvenir régulièrement des colis.
Après des études secondaires menées jusqu'en classe de seconde au lycée Turgot à Paris où il est un élève très cultivé, brillant dans le domaine littéraire, mais aux résultats moyens dans les autres domaines, Richard Khaitzine décide de ne pas poursuivre d'études supérieures par la voie universitaire. Gilbert Cesbron l'incite dans sa jeunesse à se lancer dans une carrière littéraire, et parallèlement à ses activités professionnelles comme employé de banque, et ensuite au cours de nombreuses années de chômage, Richard Khaitzine se plonge, en autodidacte documenté, dans l’étude des philosophies, des religions, des mythes et du symbolisme sous toutes ses formes, ainsi que dans la petite histoire. Il tente de vulgariser ces domaines dans ses ouvrages, pour les rendre ludiques et accessibles au grand public dont il a toujours le sentiment de faire partie en raison de son origine sociale modeste.
Son livre, La Langue des oiseaux, est le résultat de trente ans de travail. L’ouvrage affirme que nombre de textes contiennent un discours sous-jacent. Il y étudie donc les écrits de François Villon, de François Rabelais, de Cyrano de Bergerac, comme de ceux de Jules Verne et de Georges Perec. Il établit des passerelles entre les romans de Maurice Leblanc, père d'Arsène Lupin et ceux de Gaston Leroux, créateur de Rouletabille, de Chéri-Bibi et du Fantôme de l’Opéra. Il succède en cela au critique littéraire François Rivière qui rattacha dans les années 1970 certaines singularités des œuvres de ces deux auteurs aux écrits de Raymond Roussel.
La Langue des oiseaux est étudié au Japon, ainsi qu’à l’école pluridisciplinaire des sciences, à Lisbonne.
Parallèlement à l'écriture de ses ouvrages de vulgarisation, il collabore à diverses revues, et intervient quelquefois dans des émissions télévisuelles et radiophoniques françaises.
Richard Khaitzine se définit comme « un agitateur d’idées, un penseur libre, […] un résistant qui refuse le terrorisme intellectuel et la pensée stérilisée imposés par ceux qui séquestrent la culture dans des nécropoles dont-ils se sont autoproclamés les gardiens. »
Il était membre de la Société des gens de lettres depuis 1998.